# St. Nikolai (Neuenkirchen)

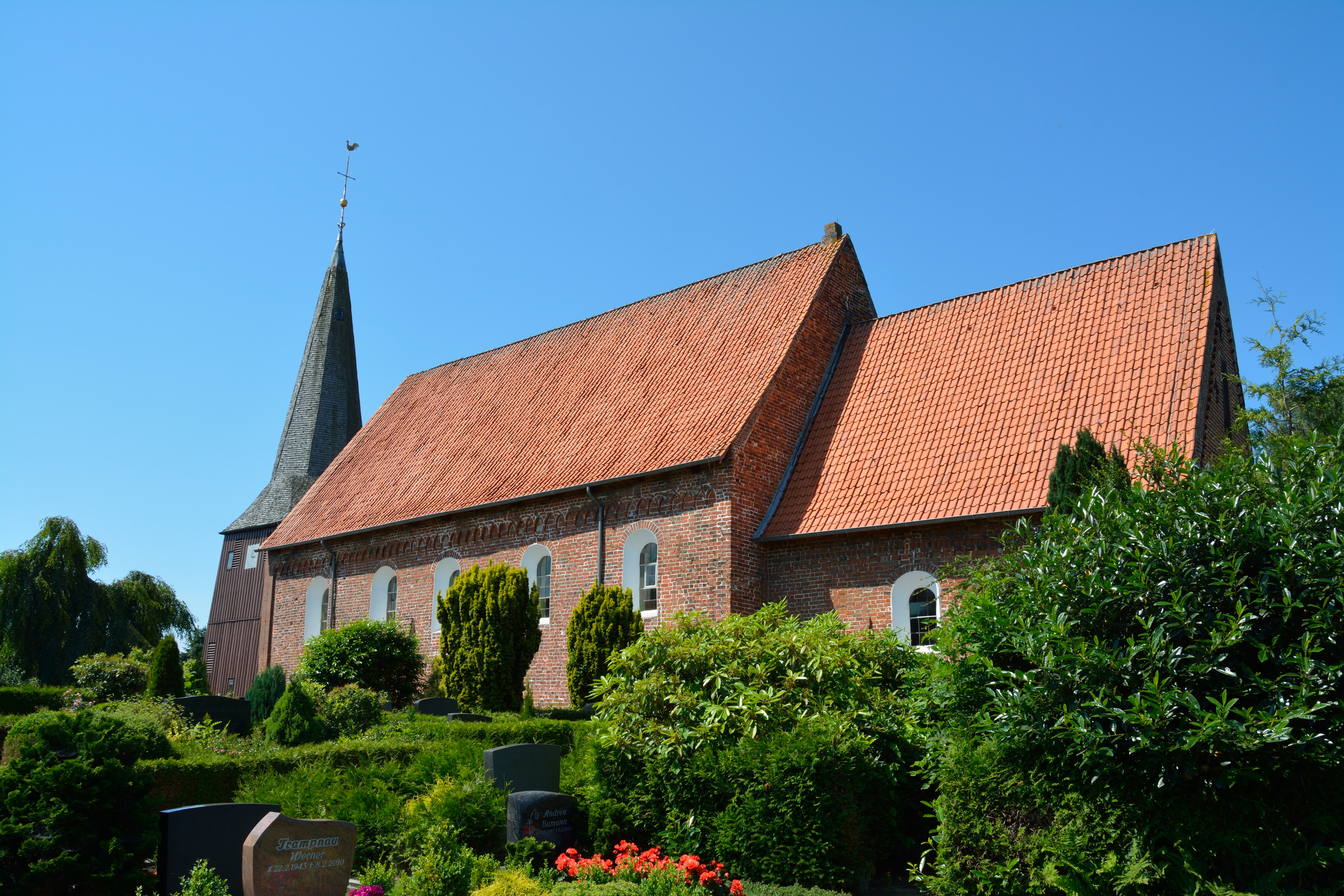
St. Nikolai in Neuenkirchen

Die evangelisch-lutherische Kirche St. Nikolai, ein denkmalgeschütztes Kulturdenkmal mit der Objekt-ID 41013 im Denkmalschutzgesetz, steht in Neuenkirchen, einem Ortsteil der Gemeinde Bahrenfleth im Kreis Steinburg in Schleswig-Holstein. Die Kirchengemeinde gehört zum Kirchenkreis Rantzau-Münsterdorf in der Evangelisch-Lutherischen Kirche in Norddeutschland.

## Beschreibung
Die im zweiten Viertel des 13. Jahrhunderts erbaute Saalkirche besteht aus einem Langhaus mit fünf Achsen und einem eingezogenen, gerade geschlossenen Chor im Osten. Westlich der Kirche steht ein mit Brettern verkleideter Campanile, dessen oberstes Geschoss eine Turmuhr und einen Glockenstuhl beherbergt und der mit einem spitzen Helm bedeckt ist.
Zur Kirchenausstattung gehört ein Altar von 1818 in Form einer Ädikula, auf dessen Altarretabel Carl Andreas August Goos das Abendmahl Jesu dargestellt hat. Die weitgehend erhaltene Orgel wurde 1785 von Johann Daniel Busch gebaut.